# ذهبقانية
الذهبقانية (الاسم العلمي:Chrysomerophyceae) هي طائفة من الأسناخ الصبغية تتبع فوق طائفة الفوقسونية.

## التصنيف
- الطائفة الذهبقانية
  - رتبة الذهبقيات
    - الفصيلة الذهبقية
      - جنس الذهبقاء
      - جنس الأربوغاء
      - جنس الذهصناء
      - جنس الجيروداء
      - جنس الذهويراء
      - جنس القطبعاء